# Palæografi
Palæografi (græsk: palaiós, gammel, og græsk: graphein, at skrive) beskæftiger sig med at beskrive ældre tiders manuskripter, såsom ved skrifttype, datering, herkomst og lignende.
Palæografien blev til i midten af 1600-tallet, og dets vidnesbyrd er specielt vigtige for middelalderstudier.